# Pantanodon
Pantanodon es un género de peces actinopeterigios de agua dulce, distribuidos por ríos del este de África y la isla de Madagascar.

## Especies
Existen solo dos especies reconocidas en este género:
- Pantanodon madagascariensis (Arnoult, 1963)
- Pantanodon stuhlmanni (Ahl, 1924)